# Tenorhorn

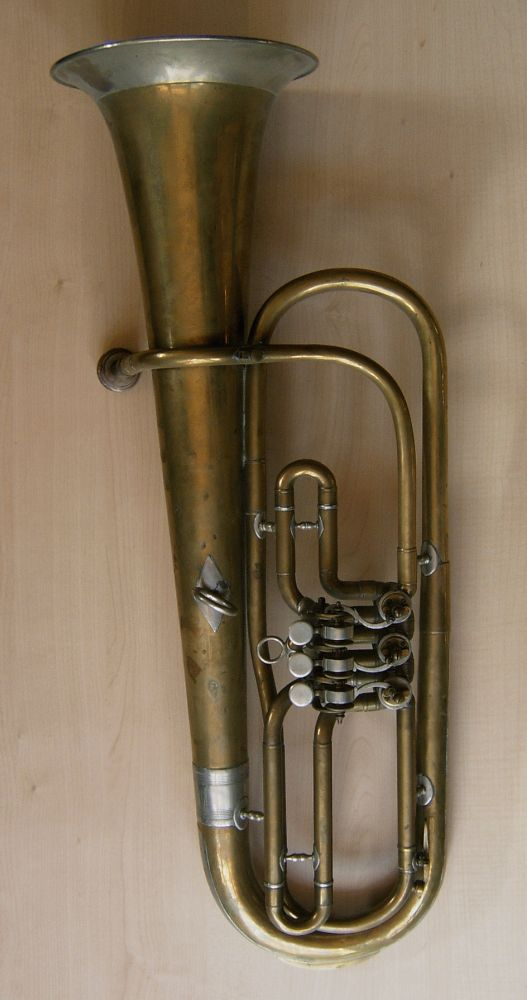
Ett rakt (tyskt) tenorhorn

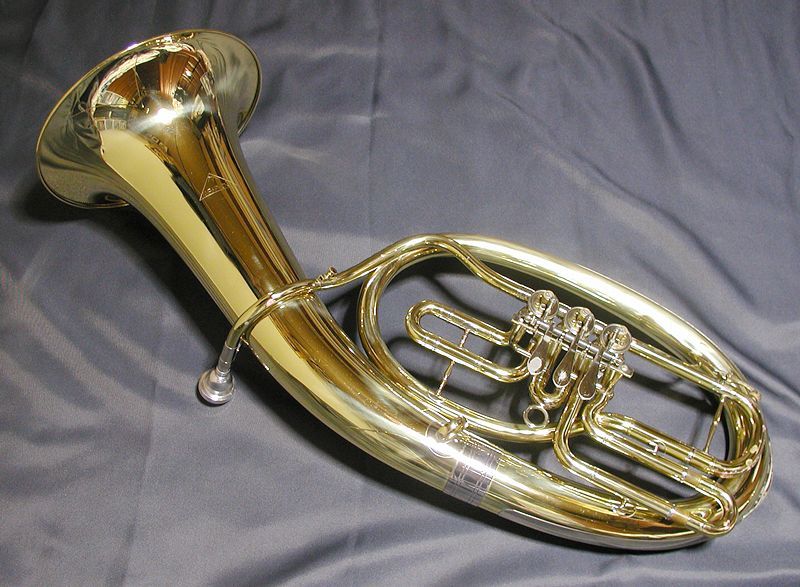
Ett ovalt (böhmiskt) tenorhorn

Tenorhorn är ett bleckblåsinstrument. Ungefär som en tuba i tenorläge. Stäms i Bb eller C. Används mest i militärmusik. Brassbandets ungefärliga motsvarigheter är Baryton och Eufonium.